# Epidryos
Epidryos é um género botânico pertencente à família Rapateaceae nativa da Colômbia e Panamá.